# Célula tumoral circulante
.

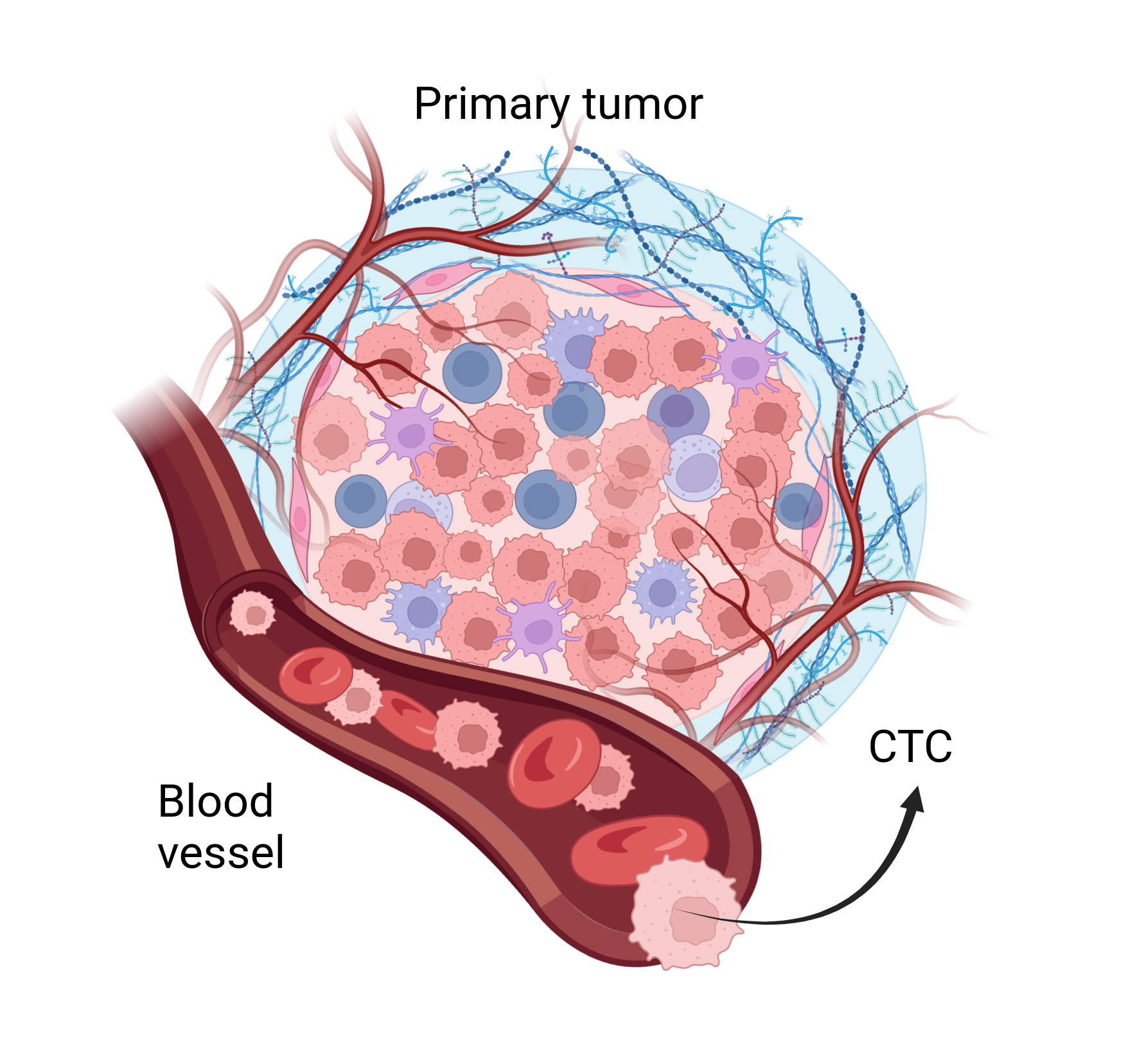
Una ilustración que muestra el tumor primario (en forma de microambiente tumoral) y las células tumorales circulantes

Una célula tumoral circulante (CTC) es una célula cancerosa de un tumor primario que se ha introducido en el torrente de sangre del sistema circulatorio, o en la linfa del sistema linfático. Las CTC se transportan por el cuerpo a otros órganos donde pueden salir de la circulación y convertirse en la semillas para el posterior crecimiento de tumores secundarios. Esto se conoce como metástasis, y es responsable de la mayoría de las muertes relacionadas con el cáncer.
La detección y el análisis de las CTC pueden ayudar al pronóstico precoz de los pacientes y a determinar tratamientos adaptados adecuados. Actualmente, existe un método aprobado por la FDA para la detección de CTC, CellSearch, que se utiliza para diagnosticar cánceres de mama, colorrectal y de próstata.
La detección de CTC, o biopsia líquida, presenta varias ventajas sobre las biopsias tradicionales de tejido. No son invasivas, pueden utilizarse repetidamente y proporcionan información más útil sobre el riesgo metastásico, la progresión de la enfermedad y la eficacia del tratamiento. Por ejemplo, el análisis de muestras de sangre de pacientes con cáncer ha encontrado una propensión a una mayor detección de CTC a medida que la enfermedad progresa.progresses. Los análisis de sangre son fáciles y seguros de realizar y pueden tomarse múltiples muestras a lo largo del tiempo. En cambio, el análisis de tumores sólidos requiere procedimientos invasivos que podrían limitar el cumplimiento terapéutico del paciente. La capacidad de controlar la progresión de la enfermedad a lo largo del tiempo podría facilitar la modificación adecuada de la terapia de un paciente, mejorando potencialmente su pronóstico y calidad de vida. El aspecto importante de la capacidad de pronosticar la progresión futura de la enfermedad es la eliminación (al menos temporalmente) de la necesidad de una intervención quirúrgica cuando los recuentos repetidos de CTC son bajos y no aumentan; entre los beneficios obvios de evitar la intervención quirúrgica se incluye la evitación del riesgo relacionado con la tumorogenicidad innata de las cirugías oncológicas. Con este fin, recientemente se han desarrollado tecnologías con la sensibilidad y reproducibilidad necesarias para detectar CTC en pacientes con enfermedad metastásica. Por otro lado, las CTC son muy raras, a menudo se presentan solo en número de unas pocas células por mililitro de sangre, lo que hace que su detección sea un reto. Además, a menudo expresan una variedad de marcadores que varían de un paciente a otro, lo que dificulta el desarrollo de técnicas con alta sensibilidad y especificidad.

## Tipos
Las CTC que se originan en carcinomas (cánceres de origen epitelial, que son los más prevalentes) pueden clasificarse en función de la expresión de sus marcadores epiteliales, así como de su tamaño y de si son o no apoptóticas. En general, las CTC son anoikis-resistentes, lo que significa que pueden sobrevivir en el torrente sanguíneo sin adherirse a un sustrato.
1. Las CTC tradicionales se caracterizan por un núcleo intacto y viable; por la expresión de EpCAM (Epithelial cell adhesion molecule) y citoqueratinas, que demuestran un origen epitelial; por la ausencia de CD45, que indica que la célula no es de origen hematopoyético; y por su mayor tamaño, forma irregular o morfología subcelular. [18]
2. Las CTC citoqueratina-negativas se caracterizan por la ausencia de EpCAM o citoqueratinas, lo que puede indicar un fenotipo indiferenciado (células madre cancerosas circulantes) o la adquisición de un fenotipo mesenquimal (conocido como transición epitelio-mesénquima, o EMT, por sus siglas en inglés). Estas poblaciones de CTC pueden ser las más resistentes y propensas a la metástasis. También son más difíciles de aislar porque no expresan ni citoqueratinas ni CD45. Por lo demás, su morfología, expresión génica y genómica son similares a las de otras células cancerosas.[19]
3. Las CTC apoptóticas son CTC tradicionales que están sufriendo apoptosis (muerte celular programada). Éstas pueden utilizarse para monitorizar la respuesta al tratamiento, como se hace experimentalmente con el método de Epic Sciences, que identifica la fragmentación nuclear o las manchas citoplasmáticas asociadas a la apoptosis. La medición de la proporción entre CTC tradicionales y CTC apoptóticas -desde el inicio hasta el tratamiento- proporciona pistas sobre la eficacia del tratamiento para destruir las células cancerosas.[19]
4. Las CTC pequeñas son positivas para citoqueratina y negativas para CD45, pero con tamaños y formas similares a los glóbulos blancos. Es importante destacar que las CTC pequeñas tienen biomarcadores específicos del cáncer que las identifican como CTC. Las CTC pequeñas han sido implicadas en la enfermedad progresiva y la diferenciación en carcinomas de células pequeñas, que a menudo requieren un curso terapéutico diferente. [20]

### Agrupaciones o clústers de CTC

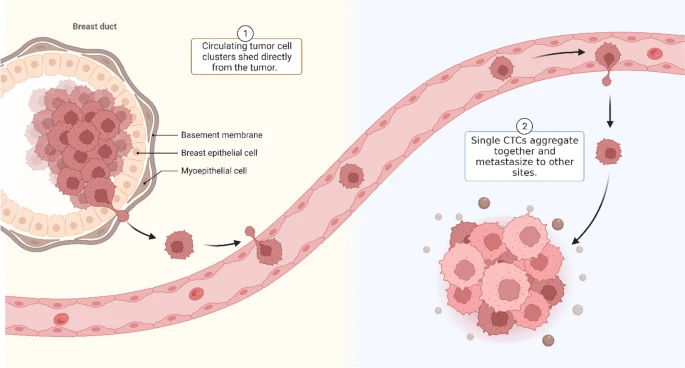
Células tumorales circulantes y agrupaciones de CTC

Las células tumorales circulantes suelen estar presentes en grupos. Los clústers de CTC son agregados de dos o más células tumorales circulantes (CTC), unidas entre sí. Estos conglomerados pueden estar formados por CTC tradicionales, pequeñas o citoqueratina negativas y portan biomarcadores específicos del cáncer, lo que las distingue de otras células en circulación. Los estudios han demostrado que las agrupaciones de CTC se asocian a un mayor potencial metastásico y a un mal pronóstico. Por ejemplo, la investigación ha demostrado que los pacientes con cáncer de próstata que sólo tienen CTC aisladas presentan una tasa media de supervivencia ocho veces mayor en comparación con los que tienen agrupaciones de CTC. También se han observado resultados similares en el cáncer colorrectal.
Existen dos tipos de conglomerados de células tumorales circulantes: el que está formado únicamente por células cancerosas se denomina homotípico.  Un grupo de CTC que también incorpora otras células, incluidos glóbulos blancos, fibroblastos, células endoteliales y plaquetas, se denomina heterotípico. Los grupos heterotípicos también se conocen como microémbolos. Se sugiere que estos microémbolos podrían aumentar el potencial metastásico.
La hipótesis del éxodo del cáncer sugiere que los grupos de CTC permanecen intactos durante el proceso metastásico, en lugar de disociarse en células individuales, como se suponía anteriormente. Según esta hipótesis, los conglomerados entran en el torrente sanguíneo, viajan como una unidad cohesionada y salen de la circulación en puntos metastásicos distantes sin disgregarse. Esto permite a los conglomerados conservar su multicelularidad, lo que aumenta su eficacia metastásica. La hipótesis postula que la ventaja de supervivencia proporcionada por el soporte intercelular dentro de los grupos aumenta su potencial metastásico en comparación con las CTC individuales.
Los clústers de CTC presentan perfiles de expresión génica distintos, lo que les confiere resistencia a determinadas terapias contra el cáncer, haciéndolos más resistentes que las células tumorales individuales. Su capacidad para permanecer multicelulares durante la metástasis puede explicar su mayor supervivencia y potencial metastásico. 
La investigación sobre los grupos de CTC y su papel en la metástasis sigue evolucionando, y la hipótesis del éxodo del cáncer ofrece una nueva perspectiva sobre cómo estos grupos contribuyen a la progresión del cáncer. La detección y el análisis de los grupos de CTC proporcionan información pronóstica crítica y podrían ayudar a guiar las decisiones terapéuticas para los pacientes con cáncer.

## Frecuencia
La detección de CTC puede tener importantes implicaciones pronósticas y terapéuticas, pero debido a que su número puede ser muy pequeño, estas células no se detectan fácilmente. Se estima que entre las células que se han desprendido del tumor primario, sólo el 0,01% puede formar metástasis.
Las células tumorales circulantes se encuentran en frecuencias del orden de 1-10 CTC por mL de sangre total en pacientes con enfermedad metastásica.  En comparación, un ml de sangre contiene unos pocos millones de glóbulos blancos y mil millones de glóbulos rojos. Esta baja frecuencia, asociada a la dificultad de identificar las células cancerosas, significa que un componente clave para comprender las propiedades biológicas de las CTC requiere tecnologías y enfoques capaces de aislar 1 CTC por mL de sangre, ya sea mediante enriquecimiento o, mejor aún, con ensayos sin enriquecimiento que identifiquen todos los subtipos de CTC con una definición lo suficientemente alta como para satisfacer los requisitos de cantidad de imágenes de patología diagnóstica en pacientes con diversos tipos de cáncer. Hasta la fecha, se han detectado CTC en varios tipos de cáncer epitelial (mama, próstata, pulmón y colon) y las pruebas clínicas indican que los pacientes con lesiones metastásicas tienen más probabilidades de que se aíslen CTC en ellos.
Las CTC se suelen capturar (en 2011) en la vasculatura de los pacientes utilizando anticuerpos específicos capaces de reconocer un marcador tumoral específico (normalmente EpCAM, Epithelial Cell Adhesion Molecule); sin embargo, este enfoque está sesgado por la necesidad de una expresión suficiente de la proteína seleccionada en la superficie celular, evento necesario para el paso de enriquecimiento. Además, dado que EpCAM y otras proteínas (por ejemplo, las citoqueratinas) no se expresan en algunos tumores y pueden ser reguladas a la baja durante la transición epitelial a mesenquimal (EMT), se requieren nuevas estrategias de enriquecimiento. 
Las primeras pruebas indican que los marcadores de CTC aplicados en medicina humana se conservan en otras especies. Cinco de los marcadores más comunes, incluido el CK19, también son útiles para detectar CTC en la sangre de perros con tumores mamarios malignos. Enfoques más recientes son capaces de identificar más células partiendo de 7,5 ml de sangre, estando IsofFux o Maintracentre dichas novedades. En muy raras ocasiones, las CTC están presentes en cantidades lo suficientemente grandes como para ser visibles en un frotis sanguíneo rutinario. Esto se conoce como carcinocitemia o leucemia de células carcinomatosas y se asocia con un mal pronóstico.

## Métodos de detección
.

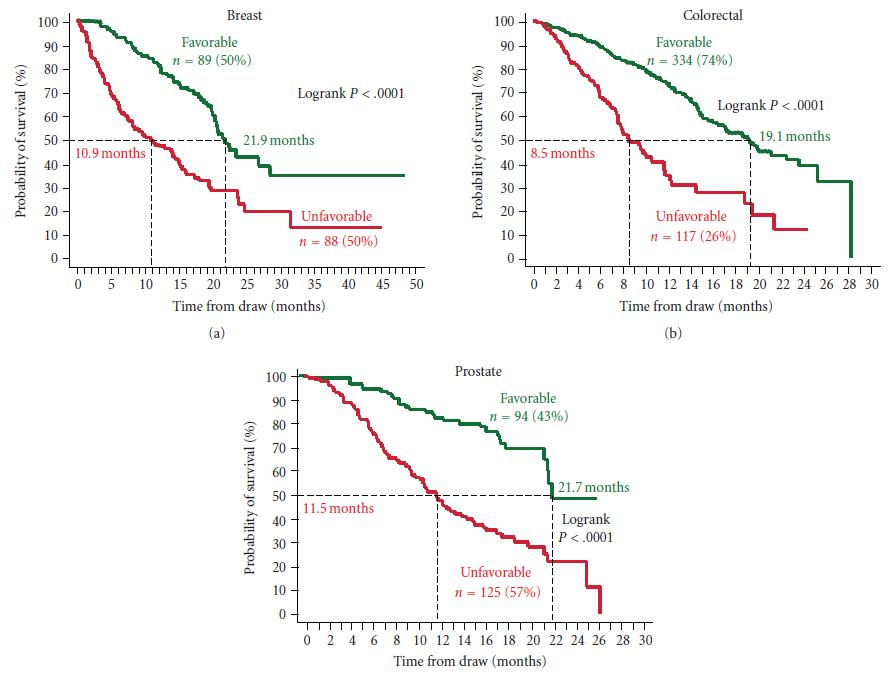
Análisis Kaplan-Meier de supervivencia global antes de iniciar una nueva línea de tratamiento en pacientes con cáncer metastásico de mama, colorrectal y de próstata. Los pacientes se dividieron en aquellos con CTC Favorable y Desfavorable (Desfavorable: >5 CTC/7,5mL para mama y próstata, >3 CTC/7,5mL para colon)

Hasta la fecha, se han desarrollado diversos métodos de investigación para aislar y enumerar las CTC. La única metodología aprobada por la Food and Drug Administration (FDA) estadounidense para la enumeración de CTC en sangre total es el sistema CellSearch. Las pruebas clínicas exhaustivas realizadas con este método demuestran que la presencia de CTC es un factor pronóstico importante para la supervivencia general en pacientes con cáncer de mama, colorrectal o de próstata metastásico.
Las CTC son fundamentales para comprender la biología de la metástasis y prometen un potencial como biomarcadores que permitan evaluar de forma no invasiva la progresión tumoral y la respuesta al tratamiento. Sin embargo, el aislamiento y la caracterización de las CTC representan un reto tecnológico importante, ya que las CTC constituyen un número ínfimo del total de células de la sangre circulante, de 1 a 10 CTC por mL de sangre total en comparación con unos pocos millones de glóbulos blancos y mil millones de glóbulos rojos. Por lo tanto, el mayor reto para los investigadores en este campo es la dificultad predominante para la purificación de CTC que permitan la caracterización molecular de las mismas. Se han desarrollado varios métodos para aislar las CTC en la sangre periférica y se dividen esencialmente en dos categorías: métodos biológicos y métodos físicos, así como métodos híbridos que combinan ambas estrategias. Las técnicas también pueden clasificarse en función de si seleccionan las CTC para su aislamiento (selección positiva) o si excluyen todas las restantes células sanguíneas (selección negativa).

### Métodos biológicos
Los métodos biológicos aíslan las células basándose en la unión a antígenos altamente específicos, normalmente mediante anticuerpos monoclonales para la selección positiva. Se han utilizado anticuerpos contra biomarcadores tumorales específicos, como EpCAM, HER2 y PSA. La técnica más común es la separación basada en nanopartículas magnéticas (ensayo inmunomagnético), como la utilizada en CellSearch o MACS. Otras técnicas en investigación incluyen la separación microfluídica y la combinación de ensayo inmunomagnético y separación microfluídica. A medida que se desarrolla la tecnología de microfabricación, se implementan estructuras magnéticas a microescala para proporcionar un mejor control del campo magnético y ayudar a la detección de CTCs.
Virus oncolíticos como los virus vaccinia se han desarrollado para detectar e identificar CTCs. Existen métodos alternativos que utilizan proteínas de ingeniería biológica en lugar de anticuerpos, como la proteína VAR2CSA de la malaria, que se une al condroitín sulfato oncofetal en la superficie de los CTC. Las CTC también pueden extraerse directamente de la sangre mediante una técnica Seldinger modificada, como la desarrollada por GILUPI GmbH.  Se introduce un alambre metálico recubierto de anticuerpos en una vena periférica y permanece allí durante un periodo definido (30 minutos). Durante este tiempo, las CTC de la sangre pueden unirse a los anticuerpos (actualmente anti-EpCAM). Una vez transcurrido el tiempo de incubación, se retira el cable, se lava y las CTC nativas, aisladas de la sangre del paciente, pueden seguir analizándose. La genética molecular, así como la tinción inmunofluorescente y otros varios métodos son posibles. La ventaja de este método es el mayor volumen de sangre que se puede analizar en busca de CTC (aproximadamente 750 ml en 30 minutos en comparación con los 7,5 ml de una muestra de sangre extraída).

#### MétodoCellSearch
CellSearch es la única plataforma aprobada por la FDA para el aislamiento de CTC. Este método se basa en el uso de nanopartículas de hierro recubiertas con una capa polimérica portadora de análogos de biotina y conjugadas con anticuerpos contra EpCAM para la captura de CTC. El aislamiento se acopla a un analizador para tomar imágenes de las células aisladas tras su tinción con conjugados de anticuerpos fluorescentes específicos.
La sangre se extrae en un tubo EDTA con un conservante añadido. Al llegar al laboratorio, se centrifugan 7,5mL de sangre y se colocan en un sistema de preparación. Este sistema enriquece primero inmunomagnéticamente las células tumorales mediante nanopartículas de ferrofluido y un imán. Posteriormente, las células recuperadas se permeabilizan y se tiñen con una tinción nuclear, un anticuerpo fluorescente conjugado contra CD45 (marcador leucocitario) y citoqueratinas CK8, CK18 y CK19 (marcadores epiteliales). A continuación, la muestra se escanea en un analizador que toma imágenes de las tinciones nuclear, de citoqueratina y CD45. 
Para ser considerada una CTC, una célula debe contener un núcleo, ser positiva para la expresión citoplasmática de la citoqueratina, así como negativa para la expresión del marcador CD45, y tener un diámetro superior a 5 μm. Si el número total de células tumorales que cumplen los criterios citados es de 5 o más, la muestra de sangre es positiva. En estudios realizados en pacientes con cáncer de próstata, mama y colon, la mediana de supervivencia de los pacientes metastásicos con muestras positivas es aproximadamente la mitad de la mediana de supervivencia de los pacientes metastásicos con muestras negativas. Este sistema se caracteriza por una capacidad de recuperación del 93% y un límite de detección de una CTC por cada 7,5 mL de sangre total. Para tipos específicos de cáncer, métodos alternativos como IsoFlux han mostrado una mayor sensibilidad.

#### MétodoParsortix
Este método automatizado utiliza la filtración por tamaño para enriquecer las células tumorales circulantes más grandes y menos compresibles de otros componentes sanguíneos. El sistema Parsortix puede tomar muestras de sangre de entre 1 mL y 40 mL. Un casete microfluídico desechable con una separación de 6,5 micras permite el paso de la gran mayoría de los glóbulos rojos y blancos, mientras que las células raras de mayor tamaño, incluidas las células tumorales circulantes y las células fetales, quedan atrapadas. Las células atrapadas pueden teñirse automáticamente con anticuerpos para su identificación o pueden liberarse del casete para su posterior análisis. Estas células liberadas/recogidas están vivas y pueden analizarse mediante técnicas celulares y moleculares posteriores, así como cultivarse. El casete de filtración captura una plétora de diferentes tipos de células cancerosas. En mayo de 2022, el sistema Parsortix PC1 fue autorizado por la FDA como dispositivo médico para la captura y recolección de células tumorales circulantes (CTC) de sangre de pacientes con cáncer de mama metastásico para su posterior análisis.
Además de la aplicación IVD, el PC1 puede utilizarse con el kit MBC-01 para cáncer de mama metastásico para su uso en estudios de investigación o pruebas desarrolladas en laboratorio (LDT) que hayan sido creadas y validadas en un laboratorio clínico.

#### Método deEpic Sciences
Este método utiliza tecnología para separar las células nucleadas, por un lado,  y los glóbulos rojos, que carecen de núcleo, por otro lado. Todas las células nucleadas, incluidos los glóbulos blancos normales y los CTC, se exponen a anticuerpos marcados con fluorescencia específicos para biomarcadores de cáncer. Además, el sistema de imágenes de Epic captura imágenes de todas las células del portaobjetos (aproximadamente 3 millones), registra las coordenadas precisas de cada célula y analiza cada célula en función de 90 parámetros diferentes, incluida la intensidad de fluorescencia de los cuatro marcadores fluorescentes y 86 parámetros morfológicos diferentes. Epic también puede utilizar Hibridación fluorescente in situ (FISH) y otras técnicas de tinción para buscar anomalías como duplicaciones, deleciones y reordenamientos. La tecnología de imagen y análisis también permite conocer las coordenadas de cada célula de un portaobjetos, de modo que se puede recuperar una sola célula del portaobjetos para analizarla mediante secuenciación de nueva generación. Un algoritmo entrenado en hematopatología incorpora numerosas mediciones morfológicas, así como la expresión de citoqueratina y CD45. A continuación, el algoritmo propone CTC candidatas que un lector entrenado confirma. Las células de interés se analizan en busca de marcadores fenotípicos y genotípicos relevantes, con glóbulos blancos regionales incluidos como controles negativos. Los ensayos moleculares de Epic miden la expresión de proteínas y también examinan las anomalías genómicas en las CTC de más de 20 tipos de cáncer diferentes.

#### Método Maintrac
Maintrac es una plataforma de prueba diagnóstica de sangre que aplica métodos de diagnóstico microscópico in vitro para identificar células raras en fluidos corporales y sus características moleculares. Se basa en la selección positiva mediante anticuerpos EpCAM específicos. Maintrac utiliza un enfoque basado en la identificación microscópica de las células tumorales circulantes. Para evitar el daño y la pérdida de las células durante el proceso, utiliza sólo dos pasos para la identificación. A diferencia de muchos otros métodos, Maintrac no purifica las células ni las enriquece, sino que las identifica en el contexto de los demás compuestos sanguíneos. Para obtener células vitales y reducir el estrés de las mismas, las células sanguíneas se preparan mediante un único paso de centrifugación y lisis eritrocitaria. Al igual que CellSearch, el método Maintrac utiliza un anticuerpo EpCAM. Sin embargo, no se utiliza para el enriquecimiento, sino como marcador fluorescente para identificar esas células. Junto con la tinción nuclear con yoduro de propidio, el método Maintrac puede distinguir entre células vivas y muertas. Sólo las células vitales, positivas para EpCAM y excluyentes del propidio, se cuentan como células tumorales potenciales. Sólo las células vivas pueden convertirse en tumores, por lo que las células EpCAM positivas moribundas no pueden causar ningún daño. La suspensión se analiza mediante microscopía de fluorescencia, que cuenta automáticamente los eventos. Se registran galerías de eventos simultáneos para verificar si el software ha encontrado una verdadera célula viva y diferenciarlas de las células epiteliales de la piel, por ejemplo. La validación minuciosa del método demostró que los anticuerpos adicionales de citoqueratinas o CD45 no presentaban ninguna ventaja.
A diferencia de otros métodos, Maintrac no utiliza el recuento de una sola célula como marcador pronóstico, sino que utiliza la dinámica del recuento celular. El aumento del número de células tumorales es un factor importante de que la actividad tumoral está en curso.  La disminución del número de células es un signo de éxito de la terapia. Por lo tanto, el método Maintrac puede utilizarse para verificar el éxito de una quimioterapia y para supervisar el tratamiento durante la quimioterapia neoadyuvante (quimioterapia sistémica primaria) en el cáncer de mama. y supervisar el tratamiento durante la terapia hormonal o de mantenimiento
Maintrac se ha utilizado experimentalmente para controlar la recurrencia del cáncer. Los estudios realizados con Maintrac han demostrado que pueden encontrarse células EpCAM positivas en la sangre en pacientes sin cáncer. 
Las afecciones inflamatorias como la enfermedad de Crohn también muestran niveles elevados de células EpCAM positivas. Los pacientes con quemaduras graves en la piel también pueden tener células EpCAM positivas en la sangre. Por lo tanto, el uso de células EpCAM-positivas como herramienta para el diagnóstico precoz no es óptimo.

### Métodos físicos
Los métodos físicos suelen basarse en filtros, lo que permite la captura de CTC por tamaño en lugar de por epítopos específicos. ScreenCell es un dispositivo basado en filtración que permite el aislamiento sensible y específico de CTC de sangre total humana en pocos minutos. La sangre periférica se extrae y procesa en 4 horas con un dispositivo de aislamiento ScreenCell para capturar CTC. Las células capturadas están listas para el cultivo celular o para la caracterización directa mediante el ensayo de hibridación in situ, ViewRNA. El método Parsortix separa las CTC en función de su tamaño y deformabilidad.

### Métodos híbridos
Los métodos híbridos combinan la separación física (por gradientes, campos magnéticos, etc.) con la recuperación celular mediada por anticuerpos. Un ejemplo de ello es un método sensible de detección y enumeración por centrifugación en doble gradiente y clasificación celular magnética que se ha utilizado para detectar células cancerosas epiteliales circulantes en pacientes con cáncer de mama mediante selección negativa. El principio de selección negativa se basa en la recuperación de todas las células sanguíneas mediante el uso de un panel de anticuerpos, así como la centrifugación en gradiente tradicional con Ficoll. Un método similar conocido como Prueba ISET se ha empleado para detectar células circulantes de cáncer de próstata y se ha utilizado otra técnica conocida como RosetteStep para aislar CTC de pacientes con cáncer de pulmón microcítico.  De forma similar, investigadores del Hospital General de Massachusetts han desarrollado un método de selección negativa que emplea el enfoque inercial en un dispositivo microfluídico. La técnica, denominada CTC-iChip, elimina primero las células demasiado pequeñas para ser CTC, como los glóbulos rojos, y después utiliza partículas magnéticas para eliminar los glóbulos blancos. 

## Caracterización de las CTC
Algunos fármacos son especialmente eficaces contra cánceres que cumplen ciertos requisitos. Por ejemplo, Herceptin es muy eficaz en pacientes que son Her2 positivos, pero mucho menos eficaz en pacientes que son Her2 negativos. Una vez extirpado el tumor primario, la biopsia del estado actual del cáncer mediante la tipificación tisular tradicional ya no es posible.  A menudo se utilizan secciones de tejido del tumor primario, extirpadas años antes, para realizar la tipificación. Una mayor caracterización de las CTC puede ayudar a determinar el fenotipo tumoral actual. Se han realizado ensayos FISH en CTC así como la determinación del estado del IGF-1R, Her2, Bcl-2, ERG, PTEN y AR mediante inmunofluorescencia.
El tropismo orgánico de las CTC derivadas de pacientes se ha investigado en un modelo de ratón.  Las CTC aisladas de pacientes con cáncer de mama y expandidas in vitro mostraron que podían generar metástasis óseas, pulmonares, ováricas y cerebrales en ratones, reflejando parcialmente las lesiones secundarias encontradas en las pacientes correspondientes. Sorprendentemente, una línea de CTC -aislada mucho antes de la aparición de metástasis cerebrales en la paciente- era altamente competente para generar metástasis cerebrales en ratones. Este fue el primer caso predictivo de metástasis cerebral y una prueba de concepto de que las características moleculares intrínsecas de los precursores metastásicos entre las CTC podrían proporcionar nuevos conocimientos sobre los mecanismos de la metástasis.

### Morfología celular
La apariencia morfológica es juzgada por operadores humanos y, por lo tanto, está sujeta a una gran variación entre operadores.  Existen varios métodos de enumeración de CTC que utilizan la apariencia morfológica para identificar CTC, que también pueden aplicar diferentes criterios morfológicos. Un estudio reciente en cáncer de próstata demostró que muchas definiciones morfológicas diferentes de células tumorales circulantes tienen un valor pronóstico similar, a pesar de que el número absoluto de células encontradas en pacientes y donantes normales variaba en más de una década entre las diferentes definiciones morfológicas.

## Historia
Las CTCs fueron observadas por primera vez en 1869 en la sangre de un hombre con cáncer metastásico por Thomas Ashworth, quien postuló que "las células idénticas a las del propio cáncer que se ven en la sangre pueden tender a arrojar alguna luz sobre el modo de origen de múltiples tumores existentes en la misma persona".  Una comparación minuciosa de la morfología de las células circulantes con las células tumorales de diferentes lesiones llevó a Ashworth a concluir que "una cosa es cierta, que si las [CTC] procedían de una estructura cancerosa existente, debían haber atravesado la mayor parte del sistema circulatorio para haber llegado a la vena safena interna de la pierna sana".
La importancia de las CTC en la investigación moderna del cáncer comenzó a mediados de la década de 1990 con la demostración de que las CTC ya existen en una fase temprana del curso de la enfermedad. 
Estos resultados fueron posibles gracias a una tecnología de separación magnética exquisitamente sensible que empleaba ferrofluidos (nanopartículas magnéticas coloidales) y separadores magnéticos de alto gradiente inventados por Paul Liberti y motivados por los cálculos teóricos de Liberti y Leon Terstappen que indicaban que los tumores muy pequeños que desprendían células a un ritmo menor del 1,0% al día deberían dar lugar a células detectables en sangre. Desde entonces se han aplicado otras tecnologías a la enumeración e identificación de CTC.
La investigación oncológica moderna ha demostrado que las CTC derivan de clones del tumor primario, validando las observaciones de Ashworth.  
Los importantes esfuerzos realizados para comprender las propiedades biológicas de las CTC han demostrado el papel fundamental que desempeñan las células tumorales circulantes en la propagación metastásica del carcinoma.  Además, el análisis unicelular de alta sensibilidad demostró un alto nivel de heterogeneidad observado a nivel unicelular tanto para la expresión como para la localización de proteínas y las CTC reflejaban tanto la biopsia primaria como los cambios observados en las localizaciones metastásicas.